# Abderrahmane Mssassi
 (mai 2012).
Si vous disposez d'ouvrages ou d'articles de référence ou si vous connaissez des sites web de qualité traitant du thème abordé ici, merci de compléter l'article en donnant les références utiles à sa vérifiabilité et en les liant à la section « Notes et références ».
Abderrahmane Mssassi est un footballeur marocain né le 24 mars 1985 à Fès. Il jouait au poste de milieu défensif au Wydad de casablanca. Son club formateur est le Maghreb de Fès.

## Biographie
Mssassi commence à pratiquer le football avec les gosses de son quartier jusqu'à l’âge de 11 ans (en 1996).
Puis il est repéré par le Maghreb de Fès lors d’un tournoi de jeunes. Il joue dans toutes les catégories jusqu'en 2004 où il est finalement lancé dans le grand bain lors d’un déplacement à Tanger. 
Durant le mercato d'été 2007, il est transféré aux FAR de Rabat. Puis en juillet 2010, il signe un contrat de trois ans en faveur du Wydad de Casablanca.
Puis il retourne a  son club formateur Le  Maghreb de Fès Durante Le mercato d'été 2012.

## Carrière
- 2004 - 2007 : Maghreb de Fès  Maroc
- 2007 - 2010 : FAR de Rabat  Maroc
- Depuis 2010 : Wydad de Casablanca  Maroc[1]

## Palmarès
- Champion du Maroc en 2008 avec les FAR de Rabat
- Vainqueur de la Coupe du Trône en 2008 et 2009 avec les FAR de Rabat

Finaliste de Ligue des champions de la CAF avec le Wydad de Casablanca

## Distinctions
- Abderrahmane Mssassi a figuré dans le Onze d’Or 2008 du GNF 1.
- Il a été élu meilleur joueur des FAR de Rabat lors de l'année 2008.